# 固城湖

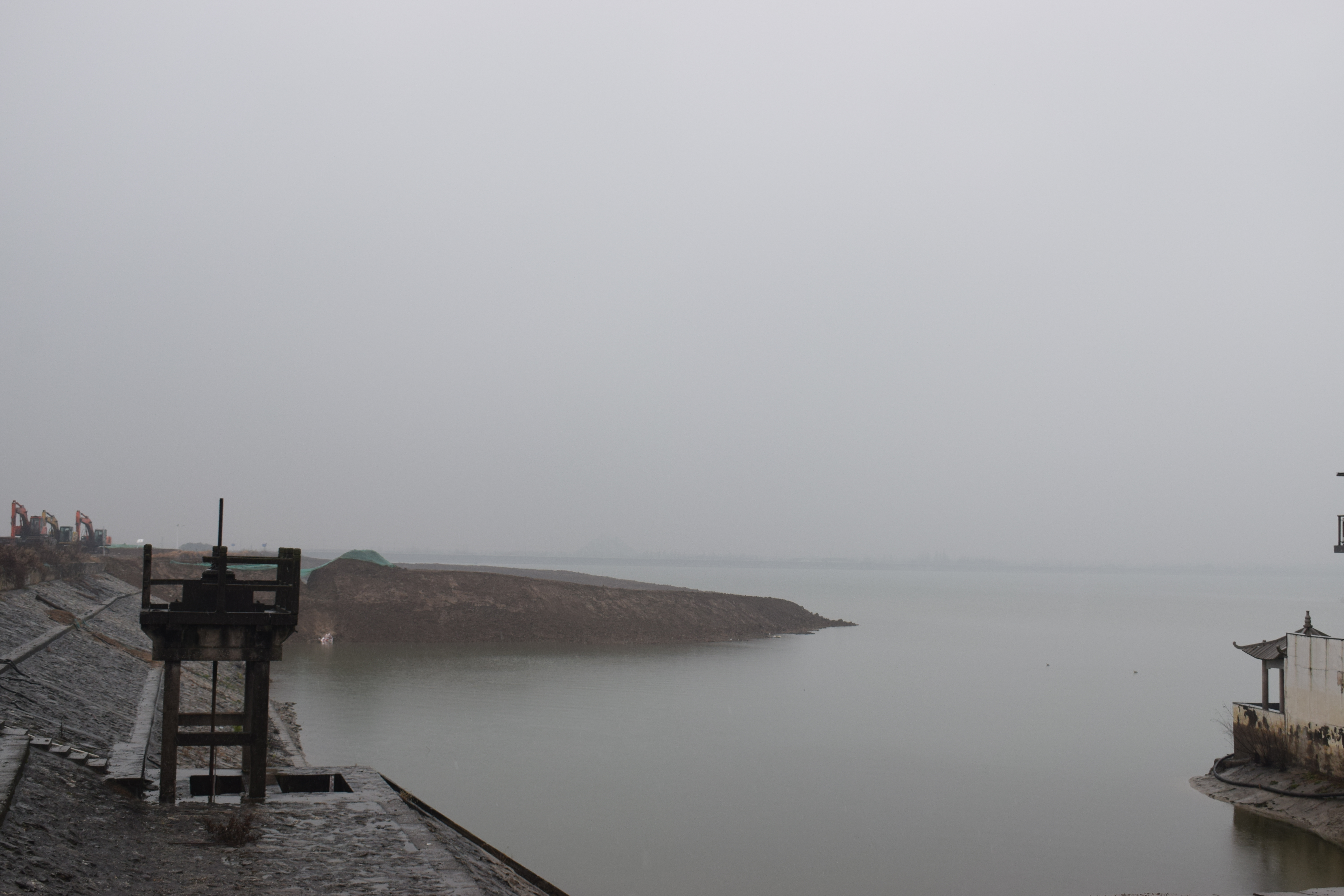
固城湖的湖面

固城湖位于江苏省南京市高淳区境内，为长江支流水阳江水系，湖形近似一个三角形，北宽南窄。该湖长10.4公里，最大宽度8.2公里，平均宽度5公里。1950年代面积约78平方公里。60年代开始大规模在湖滩围垦，固城湖北侧的永联圩筑圩围出2000多亩耕地。1974年第二次围垦，永联圩大规模扩容到5公里多长，围出7000亩耕地。总计减少了上万亩的湖水面积。从1977年到1978年，高淳组织上万名劳力筑成永胜圩，围湖造田面积达4.14万亩，缩小湖区面积27.4平方公里。自1949年至1990年代，固城湖面积缩小过半。2020年4月永联圩退圩还湖工程開工，2022年5月基本建成，2024年2月正式竣工，退圩还湖6.2平方公里，湖泊面積由31.99平方公里增加至38.4平方公里。
固城湖与石臼湖等原系湖泊洼地，古为丹阳湖，由于长期洪水挟带泥沙沉积和围垦，后分割为石臼湖、固城湖、金钱湖、路西湖等诸小湖，其余形成河网圩区。
固城湖的特产以固城湖大螃蟹最为知名。